# Золотарёв, Алексей Алексеевич
Алексей Алексеевич Золотарёв (3 (15) ноября 1879, Рыбинск — 13 февраля 1950, Москва) — русский советский литературный критик, публицист и краевед, общественный деятель, религиозный философ.

## Биография
Родился 3 (15) ноября 1879 года в Георгиевской слободе Рыбинска в семье священника Спасо-Преображенского собора Алексея Алексеевича Золотарёва. Брат педагога и историка литературы Сергея (1872—1941?), журналиста, заведующего Тургеневской библиотекой в Париже Николая (1877—1915), антрополога и этнографа Давида (1885—1935).
После окончания в 1897 году Рыбинской классической гимназии учился в Киевской духовной академии, которую оставил в 1900 году и поступил на физико-математического факультет Санкт-Петербургском университете, но в 1902 году за участие в студенческой демонстрации у Казанского собора был сослан в Рыбинск под гласный надзор полиции. Стал членом РСДРП, в 1905 году заключён в Ярославскую губернскую тюрьму за «противоправительственную пропаганду среди рабочих» и сослан в Нарымский край, но через год в связи с болезнью туберкулёзом по ходатайству отца выслан за границу.
Учился на факультете естественных наук Парижского университета. По приглашению Максима Горького жил на острове Капри. По его совету занялся писательством и опубликовал вызвавшие интерес у читателей и критиков роман и две повести, в которых нашли выражение идейные искания русской интеллигенции рубежа веков; также ряд публицистических и литературно-критических статей; писал стихи. В 1909—1910 годах занимался общественной и литературной деятельностью в Рыбинске. В 1910—1911 годах жил в Финляндии на нелегальном положении. Под угрозой отправки в Сибирь скрылся за границу. Перевёл книгу Джордано Бруно «Изгнание торжествующего зверя».
С 1911 года председатель Общества взаимопомощи русским на Капри, директор Каприйской русско-итальянской библиотеки. В 1914 году снова вернулся на родину, организатор Рыбинского религиозно-философского общества. С 1917 года член партии народной свободы.
Член Поместного собора Православной Российской Церкви 1917—1918 годов по избранию как мирянин от Ярославской епархии, член V, XVII Отделов, участвовал в 1-й сессии, сложил полномочия 31 декабря 1917 года.
В 1918—1930 годах был председателем Рыбинского научного общества. В 1923 году избран членом-корреспондентом Центрального бюро краеведения, печатался в его органах. Участвовал в музейной деятельности, в работе по сохранению памятников истории и культуры, в создании городской библиотеки-книгохранилища, в организации городского архива, картинной галереи и художественной библиотеки при ней, в редактировании «Известий Рыбинского научного общества» и краеведческого издания «Родной край», первых путеводителей по Рыбинску (1928 и 1929), в организации ежегодных краеведческих съездов и издании их трудов. Руководил Рыбинским отделом народного образования.
В 1929 г. выступил против закрытия рыбинского собора. В 1930 году осуждён на три года ссылки в Архангельск. С 1933 года жил в Москве (в 1941—1944 годах в Рыбинске) без постоянного заработка и пенсии. С 1947 года член Литературного фонда.
Умер 13 февраля 1950 года. Похоронен на Ваганьковском кладбище. Реабилитирован в 1989 году.

## Сочинения
- Горький-каприец; Каприйский период в жизни Горького и Горьковский период на Капри; Алексей Максимович Горький; Письма // ИМЛИ РАН. Архив А. М. Горького.
- Письма // НИОР РГБ. Ф. 9. К. 1. Ед. хр. 139; Ф. 410. К. 5. Ед. хр. 5.
- В Старой Лавре // Знание. — СПб., 1908. — Кн. 23.
- На чужой стороне // Знание. — 1911. — Кн. 35.
- Во едину от суббот. — Берлин, 1912.
- [30 статей] // Рыбинский вестник. 1909.
- Юбилейный год. Письма из Рима; Городские впечатления (Париж, Лозанна, Милан, Болонья); М. А. Бакунин; Три юбилея (Шевченко, Лермонтов, Бакунин); Вопросы рыбинской жизни; К 150-летнему юбилею г. Рыбинска; Как бороться с дороговизной // Рыбинская газета. 1911. 30 ноября; 1914. 5-6, 9, 14 февраля, 18-19 марта, 18 мая, 30 сентября, 12, 19, 26 октября, 2, 9, 15-16, 23, 30 ноября, 6, 18, 23-24 декабря; 1915. 15 февраля; 1916. 29 января, 22 сентября.
- Запоздалое признание // Современник. 1912. № 12.
- Доклад на съезде итальянских эмигрантов // Вестник Европы. 1913. № 7.
- Campo Santo моей памяти; Бытописатель современного духовенства [С. И. Гусев-Оренбургский] // Голос. 1914. 15 ноября (Контекст. М., 1991).
- Письма из Рыбинска; У Света Незаходимого. Памяти основателя Трифоно-Печенегского монастыря // Голос. 1915. 6 марта, 16, 22 апреля, 4 июля, 30 июня.
- Удлинение навигационного периода на Волге // Мореплавание и судоходство. 1915. № 2.
- [38 статей] // Вестник рыбинской биржи. 1915—1916.
- Воцерковление мира и обмирщение Церкви // Вестник рыбинской биржи. 1917. 26 апреля.
- В. Г. Короленко; Н. А. Некрасов // Народная жизнь. 1918. № 1/2, 4.
- Конспекты докладов в Рыбинском религиозном обществе // Записки рыбинского религиозно-философского общества. Рыбинск. 1918.
- Дневник Всероссийской конференции научного общества по изучению местного края // Родной край. Рыбинск, 1922.
- Наука ли краеведение или только метод? // Краеведение. 1926. Т. 3. № 3.
- Итоги семи краеведческих съездов // Краеведение. 1927. № 1.
- Краеведение и дорожное строительство; Новые пути краеведческого движения // Известия центрального бюро краеведения. 1928. № 9-10.
- Основные методы образования и районирования Рыбинского округа и присоединения его к Северо-Западной обл. // Труды IX-го Рыбинского краеведческого съезда. Рыбинск, 1929.
- Большая жизнь (к 90-летию со дня рождения Н. А. Морозова) // Северный рабочий. 1944. 9 июля.
- Воспоминания о встречах с Н. А. Морозовым // Северный рабочий. 1964. 7 июля.
- Горький-каприец // Позывные сердца. Ярославль, 1969.
- Письма к М. Горькому // Встречи с прошлым. Вып. 5. М., 1984.
- Письма (на итал. яз.) // Zanotti-Bianco U. Carteggio 1906—1918. Laterza, 1987.
- Завзятый византиец или мокрая петербургская курица? (Доклад о В. В. Розанове).
- Письма // Контекст. М., 1991.
- Соловки. У Света Незаходимого. Богатырское сословие // Литературное обозрение. — 1992. № 2.
- Р. Р. Сыромятников // Рыбинск. 1993. № 62.
- О Гегеле и гегельянстве (эссе) // Вопросы философии, 1994. № 5. (опубл. В. Е. Хализевым)
- Об исторической роли Мичурина и значении его работ в естествознании (эссе), Москва, 1940-е // Вопросы философии, 1994. № 5. (опубл. В. Е. Хализевым)
- Вера и знание: Наука и откровение в их современном взаимодействии на человека // Континент. — 1994. № 4. (опубл. В. Е. Хализевым)
- Из писем А. М. Горькому // Известия РАН. Отд. лит-ры и языка. Т. 53. 1994. № 2.
- Campo Santo моей памяти: Образы усопших в моем сознании [Фрагменты] // Русь. 1994, № 1(10); Родина. 1995. № 1.
- Неизвестный Ярославль // Русь. 1997. № 1/2.
- Предисловие // Потехин И. Прошлое Углича. Углич, 2015.
- Campo santo моей памяти. СПб., 2016.
- В тысячелетнем Угличе. Углич, 2018.
- Анциферов Н. П., Золотарёв А. А. Ярославль. История. Культура. Быт. — Ярославль : Академия 76, 2019. — 324 с.